# KANT (софтвер)
KANT је рачунарски алгебарски систем за математичаре заинтересоване за теорију алгебарски бројева, обављање сложених прорачуна у алгебарским бројним пољима, у глобалним областима функција, и у локалним областима.  KASH је повезан интерфејс командне линије. Они су развијени од стране алгебре и теорије бројева rеистраживачке групе Института за математику на Technische Universität Berlin под вођством пројекта проф др Michael Pohst. Кант је је бесплатан за не-комерцијалну употребу.